# HD 27894
HD 27894 – gwiazda typu pomarańczowy karzeł, nieco chłodniejsza od Słońca (które jest żółtym karłem). Położona jest w gwiazdozbiorze Sieci w odległości około 138 lat świetlnych od Ziemi. Jej wielkość gwiazdowa wynosi 9,36m.
Krąży wokół niej co najmniej jedna planeta, HD 27894 b, która jest gazowym olbrzymem o masie co najmniej 0,62 masy Jowisza.